# Papuanatula
Papuanatula is een geslacht van haften (Ephemeroptera) uit de familie Baetidae.

## Soorten
Het geslacht Papuanatula omvat de volgende soorten:
- Papuanatula bessa
- Papuanatula copis
- Papuanatula lenos
- Papuanatula plana
- Papuanatula tuber
- Papuanatula vaisisi